# Carex faberiana
Carex faberiana là một loài thực vật có hoa trong họ Cói. Loài này được Loes. mô tả khoa học đầu tiên năm 1919.